# Charles Le Moyne
Pour les articles homonymes, voir Le Moyne.
Charles Le Moyne de Longueuil et de Châteauguay, né à Dieppe en Normandie (France) le 2 août 1626 et mort à Montréal (Nouvelle-France) en février 1685, fut une figure marquante des débuts de l'histoire de Montréal. Il fut à la fois interprète pour les langues amérindiennes, officier, négociant et seigneur. Le territoire qu'il s'est vu concéder en 1657 sur la rive sud du Saint-Laurent, à l'est de Montréal, est à l'origine de la ville de Longueuil.

## Biographie

### Interprète auprès des Amérindiens
Charles le Moyne est le fils de Pierre Le Moyne (ou Lemoine), aubergiste français, et de Judith Du Chesne (ou Duchesne), originaires de Longueil ou possédant des terres à Longueil, situé à une douzaine de km de Dieppe, d'où le pseudonyme de sieur de Longueil. Il serait venu en Nouvelle-France grâce à son oncle maternel, le chirurgien Adrien Du Chesne. Il arrive en Nouvelle-France en 1641 et, à 15 ans, est reçu comme « donné » par les jésuites de la mission en Huronie. Il vit quatre ans à Sainte-Marie-au-pays-des-Hurons et y apprend des langues amérindiennes. En 1645, il est interprète, commis et soldat à la garnison de Trois-Rivières.

### Un des premiers chefs militaires de Montréal
En 1646, il se fixe définitivement à Ville-Marie, qui deviendra Montréal. Il est, avec Pierre Picoté de Belestre, l'un des chefs militaires du petit village de Montréal et engage d'incessantes escarmouches avec les Iroquois (de 1648 à 1666).
Il montre notamment son courage en mai 1651 en accourant, avec deux autres Français, pour délivrer les époux Catherine Mercier et Jean Boudard, malgré la présence d'une quarantaine d'Iroquois. Il ne peut toutefois délivrer Catherine Mercier, qui est amenée captive par ses ravisseurs et brûlée vive deux mois plus tard, après qu'on lui ait arraché les seins et coupé les oreilles et le nez,.
En janvier 1666, Le Moyne commande avec Pierre Picoté de Belestre les habitants de Ville-Marie qui servent d’avant-garde à l’expédition du gouverneur Daniel de Rémy de Courcelle en pays iroquois. À l’automne, il est à la tête des colons de Montréal dans la campagne contre les Agniers menée par le lieutenant-général de Prouville de Tracy.
À l’été 1671, il est l'interprète de Daniel de Rémy de Courcelle lors de son expédition au lac Ontario. Il joue à cette époque un rôle diplomatique important entre la Nouvelle-France et les Indiens (notamment en 1682–1683).

### Seigneur et négociant

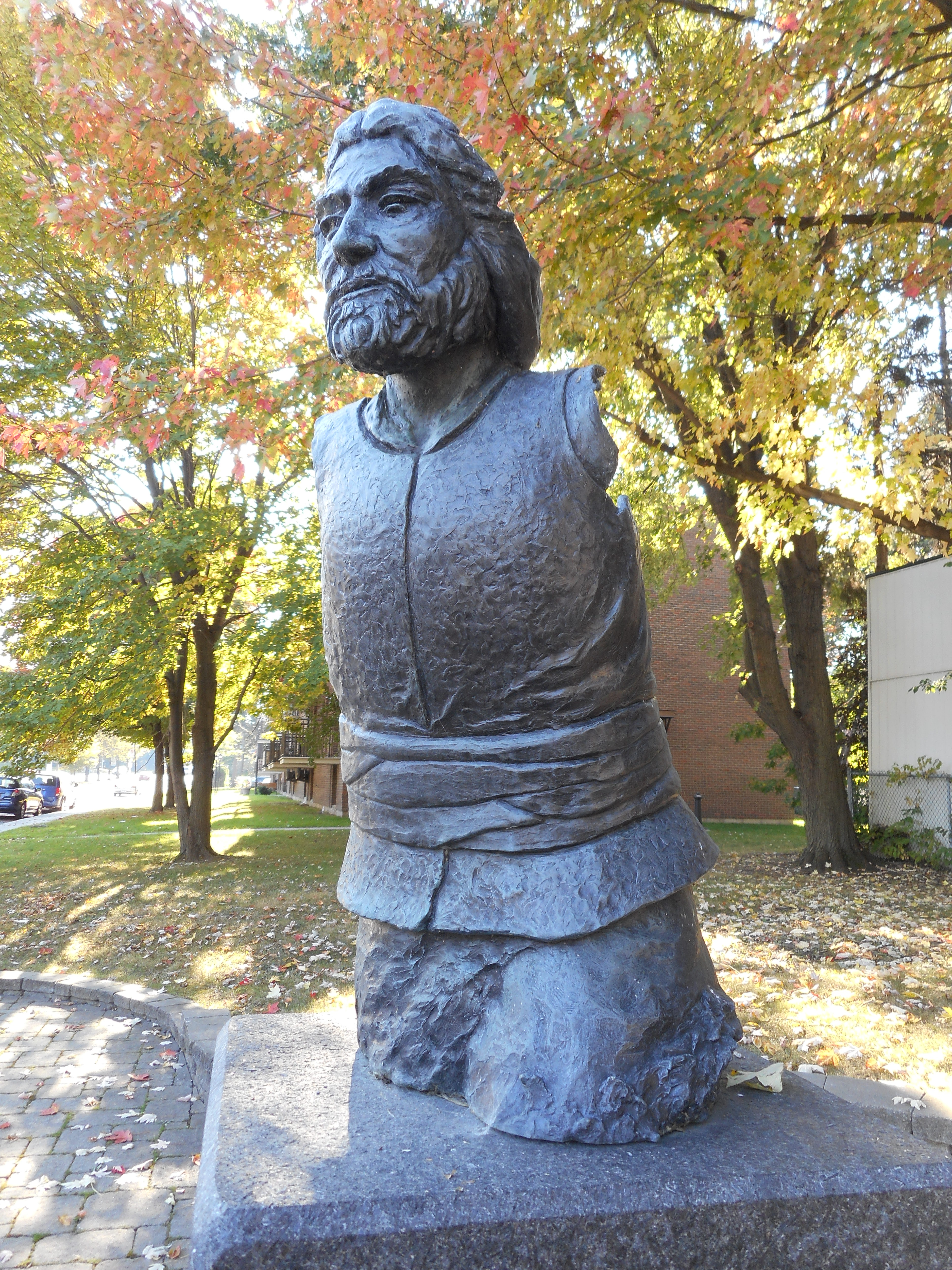
Monument de Charles Le Moyne, chemin de Chambly dans le Vieux-Longueuil

En 1654, Charles Le Moyne reçoit de Chomedey de Maisonneuve une concession de 90 arpents de terre, appelée depuis ce temps Pointe-Saint-Charles, et un emplacement, rue Saint-Paul, où il réside pendant 30 ans.
En 1657, la famille de Lauson lui octroie, sur la rive sud de Montréal, un fief taillé à même l’immense seigneurie de La Citière ; le fief est agrandi en 1665 (île Sainte-Hélène et île Ronde).
En 1672, les titres de sa seigneurie de Longueuil sont confirmés et accrus. En 1673, il reçoit une concession à Châteauguay. En 1676, Le Moyne réunit tous ses fiefs sous le nom de Longueuil.
En 1679, avec son beau-frère et associé de commerce, Jacques Le Ber, il acquiert le fief Boisbriand appelé Senneville.
En 1682, il est l’un des actionnaires de la Compagnie du Nord.
En 1684, il achète le fief de l’Île-Perrot.
À l’été de la même année, avec l'aide du père Jean de Lamberville, il contribua à sauver l'expédition du gouverneur de La Barre contre les Iroquois en amenant ces derniers à négocier la paix.
En 1668, Le Moyne reçoit ses lettres de noblesse. « Non enregistrées dans les délais prescrits et, partant, théoriquement annulées, ces lettres furent néanmoins reconnues par les autorités coloniales et par le roi lui-même.» En 1683, La Barre, en raison de ses mérites dans la guerre contre les Iroquois, le recommande pour le poste de gouverneur de Montréal.
Il meurt en février 1685 et est inhumé dans la crypte de l’église Notre-Dame de Montréal. Il était « le plus riche citoyen du Montréal de son temps».
« Tout ce que Le Moyne pouvait ramasser, il ne le dépensait pas dans une vie dissolue, comme c'était le cas de tant de ses contemporains, mais était investi dans des améliorations à la production. C'est ainsi qu'il devint le possesseur d'une seigneurie modèle. »

## Famille et descendance

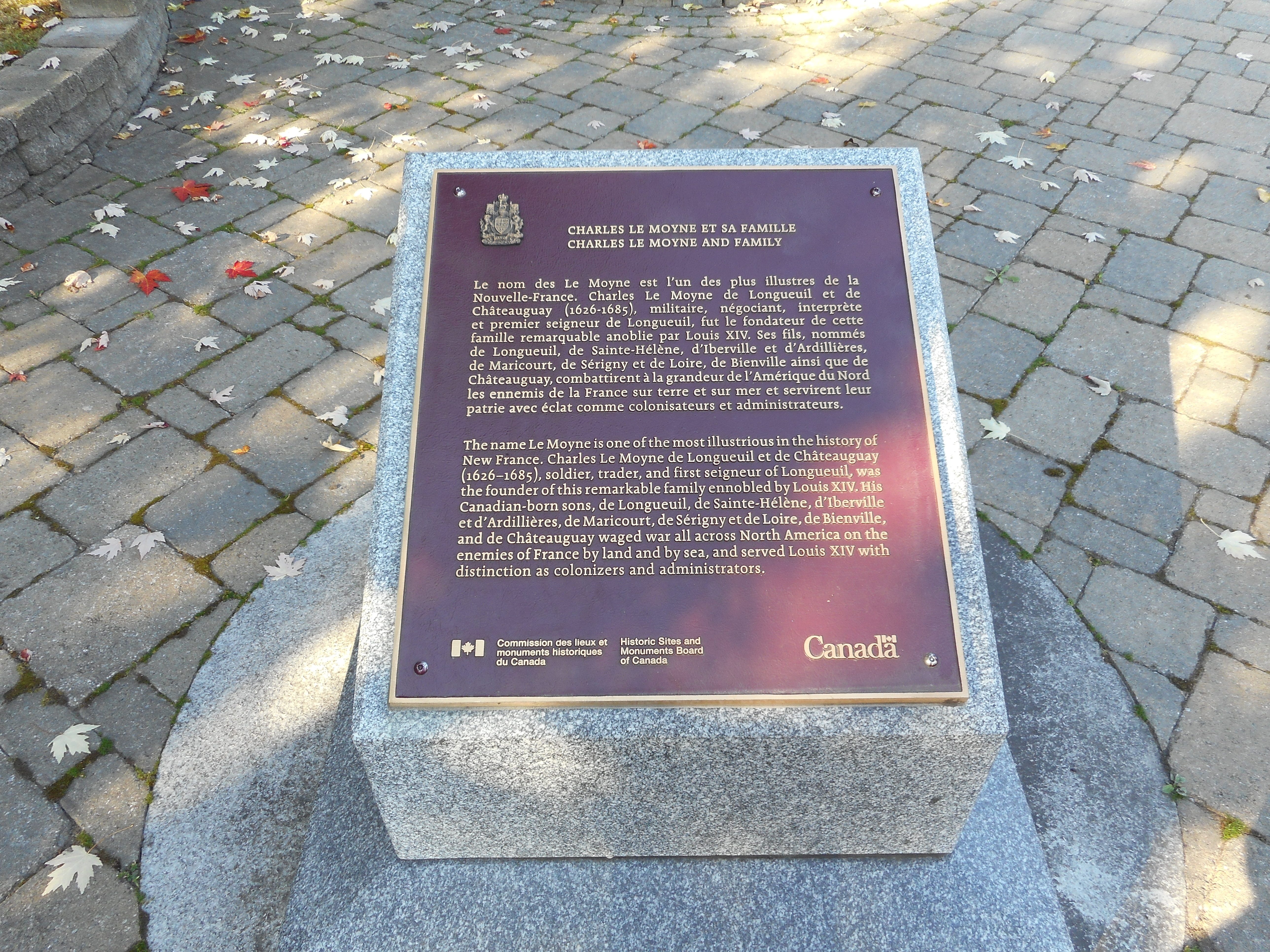
Charles Le Moyne et sa famille chemin de Chambly, Vieux-Longueuil

Charles le Moyne épouse à Ville-Marie le 28 mai 1654 Catherine Thierry (1640–1690), fille adoptive d’Antoine Primot et de Martine Messier. Ils eurent 2 filles et 12 fils, presque tous célèbres :
- Charles II Le Moyne de Longueuil, Gouverneur de Montréal (1656–1729)
- Jacques Le Moyne de Sainte-Hélène né le 16 avril 1659, capitaine d'une compagnie de la Marine, mortellement blessé en 1690 en sauvant Québec.
- Pierre Le Moyne d'Iberville (1661–1706), héros de la Nouvelle-France, fondateur de la Louisiane.
- Paul Le Moyne de Maricourt, né le 15 décembre 1663, enseigne de vaisseau et capitaine d'une compagnie de la Marine, mort de fatigue lors d'une campagne le 21 mars 1704.
- François Le Moyne de Bienville I, né le 16 mars 1666, officier des troupes de la Marine, tué le 6 juin 1691 à Repentigny en combattant les Iroquois.
- Joseph Le Moyne de Sérigny, né le 22 juillet 1668, mort en 1734. Capitaine de vaisseau, commandant général de la Louisiane.
- François-Marie Le Moyne de Sauvole, né le 22 septembre 1670, enseigne de vaisseau mort à son poste au fort de Biloxi en Louisiane.
- Louis Le Moyne de Châteauguay I, né le 4 janvier 1676 ; enseigne de vaisseau, tué en 1694 devant Fort-Nelson dans la Baie d'Hudson.
- Gabriel Le Moyne d'Assigny, né le 11 novembre 1681, garde de la Marine mort au cours d'une campagne à Saint-Domingue.
- Jean-Baptiste Le Moyne de Bienville (1680-1767), héros de la Nouvelle-France, fondateur de La Nouvelle-Orléans.
- Antoine Le Moyne de Châteauguay II, né le 17 juillet 1683, mort en 1747. Capitaine des troupes de la Marine. Gouverneur de la Martinique, de la Guyane puis de l'Île Royale.
- Jeanne Le Moyne, épouse de Pierre Payen de Noyant, lieutenant de vaisseau, mort à son bord.
- Marie-Anne Le Moyne, épouse de Jean-Baptiste Bouillet de La Chassaigne, major des troupes de la Marine au Canada.

Selon les archives de la ville et les travaux de l'anthropologue Marcel Trudel, Charles LeMoyne posséda au minimum huit esclaves soit : François, Marie-Élizabeth, Marie-Charlotte (noirs) ainsi que Marie-Joseph, Marie-Charlotte, Joseph, Jacques-Charles (autochtones,panis). Plusieurs membres de sa famille possédèrent également plusieurs esclaves.